# Риддл, Нельсон
Не́льсон Риддл (англ. Nelson Riddle; полн. имя: Nelson Smock Riddle, Jr.; 1 июня 1921, Ораделл, округ Берген, Нью-Джерси — 6 октября 1985, Лос-Анджелес, Калифорния) — американский аранжировщик музыки для биг-бэндов, композитор, тромбонист, руководитель и дирижёр оркестра, наиболее известный по своему многолетнему сотрудничеству с Фрэнком Синатрой. Его работа на лейбле Capitol Records была связана с такими певцами, как Элла Фицджеральд, Нэт Кинг Коул, Джуди Гарленд, Дин Мартин, Пегги Ли, Джонни Мэтис, Розмари Клуни и Кили Смит. Его произведения получили Оскар, а также три премии Грэмми.

## Биография

### Ранние годы
Риддл родился в Ораделле, штат Нью-Джерси. Был единственным ребенком Мари Альбертины Риддл (англ. Marie Albertine Riddle) и Нельсона Смока Риддла Старшего (англ. Nelson Smock Riddle Sr.). Через время переехал в соседний город Риджвуд. После появление интереса к музыке у отца Рилдла, он начал брать уроки игры на фортепиано в возрасте восьми лет и уроки тромбона в четырнадцать лет.
Музыкой, которая его сформировала, было исполнение Сергея Кусевицкого и Бостонского симфонического оркестра произведение Мориса Равеля - Болеро. Риддл позже говорил: «...Я никогда не забуду об этом. Это похоже на то, как если бы оркестр прыгнул со сцены и поцеловал тебя...».
В подростковом возрасте он решил стать профессиональным музыкантом; «...Я хотел быть джазовым тромбонистом, но у меня не было должной координации для этого». Поэтому его талант стал проявляться в сочинении и аранжировке музыки.
У Риддла и его семьи был летний дом в Румсоне, штат Нью-Джерси. Ему так понравился Румсон, что он убедил своих родителей позволить ему посещать там среднюю школу.
В Румсоне, играя в оркестре Чарльза Бриггса, он встретил одно из самых важных влияний на его поздний стиль: Билл Финеган, у которого он начал брать уроки. Несмотря на то, что он был всего на четыре года старше Риддла, Финеган был значительно более музыкален, и в течение нескольких лет создал несколько самых популярных аранжировок эпохи свинга, такие как «Little Brown Jug» Гленна Миллера, также великолепные джазовые аранжировки произведений композитора Томми Дорси, как «Chlo-e» и «At Sundown» середины 1940-х годов.
После окончания школы Румсона, Риддл в начале 20-х годов играл на тромбоне и иногда организовывал различные коллективы из местных музыкантов, кульминацией которых стала его работа с оркестром Чарли Спивака. В 1943 году Риддл вступил в торговый флот, который находился в Шипсхед-Бей, Бруклин, Нью-Йорк и работал там около двух лет, продолжая работать в оркестре Чарли Спивака. Он изучал оркестровку у своего товарища по флоту, композитора Аллана Шульмана. После окончания призыва в 1944 году, Риддл отправился в Чикаго, чтобы присоединиться к оркестру Томми Дорси, где он оставался третьим тромбоном оркестра в течение одиннадцати месяцев, пока его не призвали в армию в апреле 1945 года, незадолго до окончания Второй мировой войны. Он был уволен в июне 1946 года, после пятнадцати месяцев активной службы. Вскоре он переехал в Голливуд, чтобы продолжить карьеру аранжировщика и провел следующие несколько лет там, написав несколько проектов для радио и студии.

### Capitol Records
В 1950 году Риддл был нанят композитором Лесом Бакстером для записи с Нэтом Кинг Коулом. Это была одна из первых работ Риддла на Capitol Records.
В том же году Риддл также завязал разговор с Верном Йокумом (англ. Vern Yocum), джазовым музыкантом и братом Кларка Йокума, участника вокальной группы The Pied Pipers. Ему было предложено писать музыку для Фрэнка Синатры и других артистов на Capitol Records. После Риддл работал с Верном, который стал его «правой рукой» в качестве переписчика и секретаря в течение следующих тридцати лет.
В 1953 году руководители Capitol Records рассматривали Нельсона Риддла как основного претендента для работы с вновь прибывшим на лейбл Фрэнком Синатрой. Однако Синатра отказывался, предпочитая оставаться с Акселем Стордалем, его давним соавтором со времен Columbia Records. Когда успеха после первых нескольких записей со Стордалем не оказалось, Синатра в конце концов решил пригласить Риддла, который организовал первую сессию записи для него, состоявшеюся 30 апреля 1953 года. Первый продукт партнерства Риддла и Синатры, «I've Got the World on a String», стал хитом, и ему часто приписывают возобновление карьеры певца. Личным фаворитом Риддла была песня из альбома баллад Синатры, одна из его самых успешных записей, «Only the Lonely».
В течение следующего десятилетия Риддл продолжал работать с Синатрой и Коулом, в дополнение к таким артистам Capitol Records, как Кейт Смит, Джуди Гарленд, Дин Мартин, Кили Смит, Сью Рэни и Эд Таунсенд. Он также нашёл время для выпуска своих собственных инструментальных произведений и альбомов на лейбле Capitol. Например, самой успешной мелодией Риддла была «Lisbon Antigua», которая была выпущена в ноябре 1955 года. Наиболее заметными альбомами Риддла были Hey... Let Yourself Go (1957) и C'mon... Get Happy (1958), оба из которых достигли двадцатых позиций в чартах Billboard.
Работая в Capitol, Риддл продолжал строить свою успешную карьеру, занимаясь аранжировкой музыки для фильмов, в первую очередь работая для Metro-Goldwyn-Mayer, совместно с Конрадом Сэлинджером. Музыка была аранжирована для первого дуэта между Бингом Кросби и Синатрой, фильма Высшее общество (1956). Также для фильма Пал Джо (1957) режиссёра Джорджа Сидни для Columbia Pictures. В 1969 году он аранжировал и дирижировал музыку к фильму Покрасьте свой вагон (англ. Paint Your Wagon), в котором снимались трио актеров - Ли Марвин, Клинт Иствуд и Джин Сиберг.

### Поздние годы
В 1957 году Риддл и его оркестр были представлены на выставке Rosemary Clooney Show с 30-минутной объединённой программой.
В 1962 году Риддл аранжировал два альбома для Эллы Фитцджеральд, Ella Swings Brightly with Nelson и Ella Swings Gently with Nelson, их первая совместная работа с 1959 года и альбома Ella Fitzgerald Sings the George and Ira Gershwin Songbook. В середине 1960-х годов Фицджеральд и Риддл сотрудничают в последней раз, записывая Songbooks, посвященный песням Джерома Керна (Ella Fitzgerald Sings the Jerome Kern Songbook) и Джонни Мерсера (Ella Fitzgerald Sings the Johnny Mercer Songbook).
В 1963 году Риддл присоединился к недавно созданному лейблу Фрэнка Синатры Reprise Records под музыкальным руководством Морриса Столоффа (англ. Morris Stoloff). Большая часть его работ в 1960-х и 1970-х годах была посвящена фильмам и телевидению, в том числе его хит для Route 66, музыка для эпизодов Бэтмена и других телесериалов, включая тему для Неприкасаемых, и создание музыки для десятков фильмов, включая Крысиную стаю с фильмами Robin and the 7 Hoods и оригинальные Одиннадцать друзей Оушена.
Во второй половине 1960-х годов партнерство между Риддлом и Фрэнком Синатрой стало более отдаленным, так как Синатра начала все чаще обращаться к Дону Коста (англ. Don Costa), Билли Мэю (англ. Billy May) и множеству других аранжировщиков для своих проектов альбомов. Несмотря на это, Риддл пишет различные аранжировки для Синатры до конца 1970-х годов. Strangers In The Night выпущенный в 1966 году, стал последним полным альбомом проекта, который коллектив завершил вместе.
В 1966 году Риддл был нанят телевизионным продюсером Уильямом Дозиром (англ. William Dozier) для написания музыки к телесериалу Бэтмен с Адамом Уэстом в главной роли. Нил Хефти написал заглавную тему для Бэтмена, известную сегодня, но именно Риддл написал музыку для первых двух сезонов сериала (кроме двух серий, для которых писал Уоррен Баркер). Билли Мэй исполнил музыку третьего сезона. Повторная запись музыки Риддла из Бэтмена была выпущена на одном LP.
В течение 1970-х годов большинство его работ предназначалось для кино и телевидения, включая партитуру для фильма Великий Гэтсби (1974), благодаря которой Риддл получил свою первую премию Оскар после пяти номинаций. В 1973 году он получил премию Эмми как композитор за варьете The Julie Andrews Hour. Также Риддл написал песню для сериала Чрезвычайная ситуация (англ. Emergency!) (1972) и мини-сериала Седьмой авеню (1977). Оркестр Нельсона Риддла также выступал с многочисленными концертами в 1970-х годах, некоторые из которых были под руководством его друга Томми Шепарда (англ. Tommy Shepard).
В 1960-х и 1970-х годах Риддл был лидером бэнда в комедийном сериале-варьете The Comedy Hour The Smothers Brothers.
14 марта 1977 года Риддл сделал три последние аранжировки с Фрэнком Синатрой. Песни «Linda», «Sweet Lorraine» и «Barbara» были предназначены для альбома песен с именами женщин. Альбом так и не был завершен. «Sweet Lorraine» была выпущена в 1990 году, а две другие в The Complete Reprise Studio Recordings в 1996 году.
В 1982 году Риддл в последний раз работал с Элой Фитцджеральд, в записи альбома на Pablo Records, The Best Is Yet to Come.

### Профессиональное возрождение
Весной 1982 года к Риддлу обратилась Линда Ронстадт, по телефону, через своего менеджера и продюсера Питера Эшера, с предложением написать аранжировки для альбома с джазовыми стандартами, которые Линда рассматривала с момента её пребывания в Пиратах Пензанса. Соглашение между ними привело к заключению контракта на три альбома, которые включали в себя последние аранжировки карьеры Риддла, за исключением альбома из двенадцати стандартов Great American Songbook, которые он аранжировал для своего старого друга, оперного певца Кири Те Канава, в апреле 1985 года, за шесть месяцев до его смерти в октябре. Ронстадт вспоминает, что когда она впервые приблизилась к Риддлу, она не знала, знаком ли он с её музыкой. Он знал её имя, но в основном ненавидел рок-н-ролл. Однако его дочь была большой поклонницей Линды Ронстадт и сказала отцу: «Не волнуйся, папа, ее чеки тебя порадуют» (англ. Don't worry, Dad. Her checks won't bounce).
Когда Риддл узнал о желании Ронстадт узнать больше о традиционной поп-музыке, он согласился поработать с ней, но настаивал на целом альбоме. Он объяснил Ронстадт, что однажды он отверг Пола Маккартни, который искал его, чтобы заключить контракт на один из альбомов Маккартни: «Я просто не мог этого сделать. Вы не можете любить что-то среднее в огромной куче вещей. Наступает настроение, а затем оно меняется. Это похоже на изображение в плохом кадре». Риддл сначала скептически относился к предлагаемому проекту Ронстадт, но как только он согласился, его карьера сразу перевернулась. Для неё «музыка из лифта» (фоновая музыка), как она её называла, была большим сюрпризом для молодой аудитории. Джо Смит, президент Elektra, был в ужасе, что этим альбомом была отсеяна рок-аудитория. Три альбома были проданы в размере более чем семи миллионов копий, и Риддл вернулся к молодой аудитории за последние три года своей жизни. Композиции для Линды Ронстадт What’s New (1983) и Lush Life (1984) принесли Риддлу его вторую и третью награды Грэмми.
19 января 1985 года он выступал на 50-м президентском инаугурационном гала-фестивале на национальном телевидении, накануне второй инаугурации Рональда Рейгана. В программе принимал участие Фрэнк Синатра, который спел «Fly Me to the Moon» и «One for My Baby (and One More for the Road)» (при поддержке сольного танца Михаила Барышникова).
Работая с Ронстадт, карьера Риддла в последние три года своей жизни оказалась в центре внимания. Стивен Холден из The New York Times написал о What’s New: «Это не первый альбом рок-певицы, которая отдает дань уважения золотому веку популярности, но является... лучшей и самой серьезной попыткой реабилитировать идею поп-музыки, которая была захвачена Битломанией и массовым маркетингом рок-дисков для подростков в середине 60-х годов... За десять лет до Битломании большинство великих певцов 40-х и 50-х годов полвека создавали американские стандарты поп-музыки на десятках выпущенных альбомов... многие из них уже давно закончили карьеру». What's New это первый альбом рок-музыканта, который имеет большой коммерческий успех в восстановлении Great American Songbook.
Третья и последняя Грэмми Риддла была присуждена посмертно в начале 1986 года и была принята от его имени Линдой Ронстадт.

## Личная жизнь
Во время службы в армии, Риддл женился на своей первой жене Дорин Моран (англ. Doreen Moran), в 1945 году. У пары было шестеро детей. У Риддла был внебрачный роман с певицей Розмари Клуни в 1960-х годах, что способствовало распаду их браков. В 1968 году Риддл стал отдаляться от своей жены Дорин; официально развелись в 1970 году. Несколько месяцев спустя он женился на Наоми Тененхольц (англ. Naomi Tenenholtz), своей секретарше, с которой он оставался всю оставшуюся жизнь. Дети Риддла рассредоточены между восточным и западным побережьями Соединенных Штатов, а Нельсон-младший живёт в Лондоне, Великобритания. Старшая дочь Риддла, Розмари, является попечителем трастового фонда Нельсона Риддла (Nelson Riddle Trust).
Риддл был членом Phi Mu Alpha Sinfonia, национального музыкального содружества.

### Смерть и наследие
В 1985 году Риддл умер в Лос-Анджелесе, в Медицинском центре Сидар-Синай в возрасте 64 лет, в результате сердечной и почечной недостаточности, которые были вызваны циррозом печени, который был диагностирован у него пятью годами ранее. Похоронен на кладбище Hollywood Forever в Голливуде, штат Калифорния, в зале Мавзолея Давида.
После смерти Риддла, последние три его аранжировки для альбома Ронстадт For Sentimental Reasons были выполнены Терри Вудсоном; альбом был выпущен в 1986 году.
В феврале 1986 года младший сын Риддла, Кристофер, опытный бас-тромбонист, взял на себя руководство отцовским оркестром.
После смерти второй жены Риддла, Наоми, в 1998 году доходы от продажи дома Риддла в Бел-Эйре были использованы для создания кафедры Nelson Riddle Endowed и библиотеки в Аризонском университете, которые официально были открыты в 2001 году. На открытии был представлен гала-концерт из работ Риддла, а Ронстадт была приглашенным гостем.
В 2000 году дирижёр Эрих Кунцель и Cincinnati Pops Orchestra выпустили альбом посвященный Риддлу, под названием Route 66: The Nelson Riddle Sound на лейбле Telarc. Альбом демонстрировал расширенные оркестровые адаптации оригинальных аранжировок, которые были взяты из архиов Нельсона Риддла, и звучали в современной цифровой записи. Альбом был среди первых релизов, выпущенных на многоканальном SACD.

## Избранная фильмография
| - Flame of the Islands (1956) - Lisbon (1956) - Johnny Concho (1956) - Дыра в голове (1959) - Li'l Abner (1959) - Одиннадцать друзей Оушена (1960) - Лолита (1962) - Come Blow Your Horn (1963) - Четверо из Техаса (1963) - Париж, когда там жара (1964) - What a Way to Go! (1964) - Robin and the 7 Hoods (1964) - Harlow (1965) - Marriage on the Rocks (1965) | - A Rage to Live (1965) - Red Line 7000 (1965) - Бэтмен (1966) - Эльдорадо (1966) - The Spy in the Green Hat (1966) - The Maltese Bippy (1969) - The Great Bank Robbery (1969) - The Blue Knight (1973) - Великий Гэтсби (1974) - How to Break Up a Happy Divorce (1976) - Harper Valley PTA (1978) - Goin' Coconuts (1978) - Грубая огранка (1980) - Chattanooga Choo Choo (1984) |

## Дискография
- См. статью «Nelson Riddle discography» в английском разделе.